# Ikki Arai
Ikki Arai (新井 一耀 Arai Ikki?, Ichikawa, Chiba, 8 de noviembre de 1993) es un futbolista japonés que juega como defensa en el V-Varen Nagasaki de la J2 League.

## Trayectoria

### Clubes
| Club                      | País  | Año       |
| ------------------------- | ----- | --------- |
| Yokohama F. Marinos       | Japón | 2016-2017 |
| Nagoya Grampus (cedido)   | Japón | 2017      |
| Nagoya Grampus            | Japón | 2018-2020 |
| JEF United Chiba (cedido) | Japón | 2019      |
| JEF United Chiba          | Japón | 2020-2023 |
| V-Varen Nagasaki          | Japón | 2024-     |